# Conny Kissling
Cornelia Kissling –conocida como Conny Kissling– (Hubel, 18 de julio de 1961) es una deportista suiza que compitió en esquí acrobático, especialista en las pruebas de acrobacias y combinada.
Ganó cuatro medallas en el Campeonato Mundial de Esquí Acrobático entre los años 1986 y 1991.

## Medallero internacional
| Campeonato Mundial | Campeonato Mundial           | Campeonato Mundial | Campeonato Mundial |
| Año                | Lugar                        | Medalla            | Prueba             |
| ------------------ | ---------------------------- | ------------------ | ------------------ |
| 1986               | Tignes (Francia)             | Medalla de oro     | Combinada          |
| 1989               | Oberjoch (RFA)               | Medalla de plata   | Acrobacias         |
| 1989               | Oberjoch (RFA)               | Medalla de plata   | Combinada          |
| 1991               | Lake Placid (Estados Unidos) | Medalla de plata   | Combinada          |